# SIL Open Font License
SIL Open Font License je svobodná a open source licence vytvořená pro fonty od SIL International určená k použití s některými jejich Unicode fonty. Free Software Foundation považuje tuto licenci za svobodnou.